# Tartar (rayon)
Tartar (azeri: Tərtər) é um dos cinqüenta e nove rayones do Azerbaijão. A capital é a cidade de Tartar.
O rayon está incluído na província de Martacerta, o resto dos outros distritos estiveram sob controle dos armênios de Artsaque até 2023.

## Território e população
Este rayon é possuidor uma superfície de 412 quilômetros quadrados, os quais são o lugar de uma população composta por umas 63.745 pessoas. Por onde, a densidade populacional se eleva a cifra dos 152,32 habitantes por cada quilômetro quadrado deste rayon.

## Economia
O rayon está dominado pela agricultura. Seus produtos são algodão, milho e frutas subtropicais ao igual que as explorações pecuaristas. Tartar também conta com poços de petróleo, gás e materiais de construção. Há uma empresa têxtil, que se dedica a processar o algodão e também existem indústrias mecânicas e indústrias lácteas.